# Apidium
Apidium – rodzaj żyjącego w eocenie ssaka z rzędu naczelnych (Primates).
Jedne z najmniejszych i najbardziej delikatnych kości z Fajum w Egipcie należą do naczelnych. Wydają się być jednymi z pierwszych zwierząt, które przedostały się z otoczonej ze wszystkich stron wodą Afryki, do Europy. Wiele różnych rodzajów istniało już wtedy. Niektóre miały kończyny przystosowane do skakania, inne prowadziły życie wśród gałęzi. Apidium był przystosowany do skakania z gałęzi na gałąź. Wszystkie jadły owoce, w które lasy namorzynowe w których żyły musiały być bogate, ale także owady, a niektóre rodzaje jadły liście. Apidium, w odróżnieniu od swoich przodków był prawdopodobnie aktywny w ciągu dnia. Był wszystkożerny. Samce były znacznie większe i miały większe zęby niż samice. Zęby, podobnie jak u współczesnych małp służyły prawdopodobnie do walki.